# نیوتاون، پویس
نیوتاون (به انگلیسی: Newtown) یک شهرک در ولز است که در پویس واقع شده‌است. نیوتاون ۱۱٬۳۵۷ نفر جمعیت دارد.

## نگارخانه

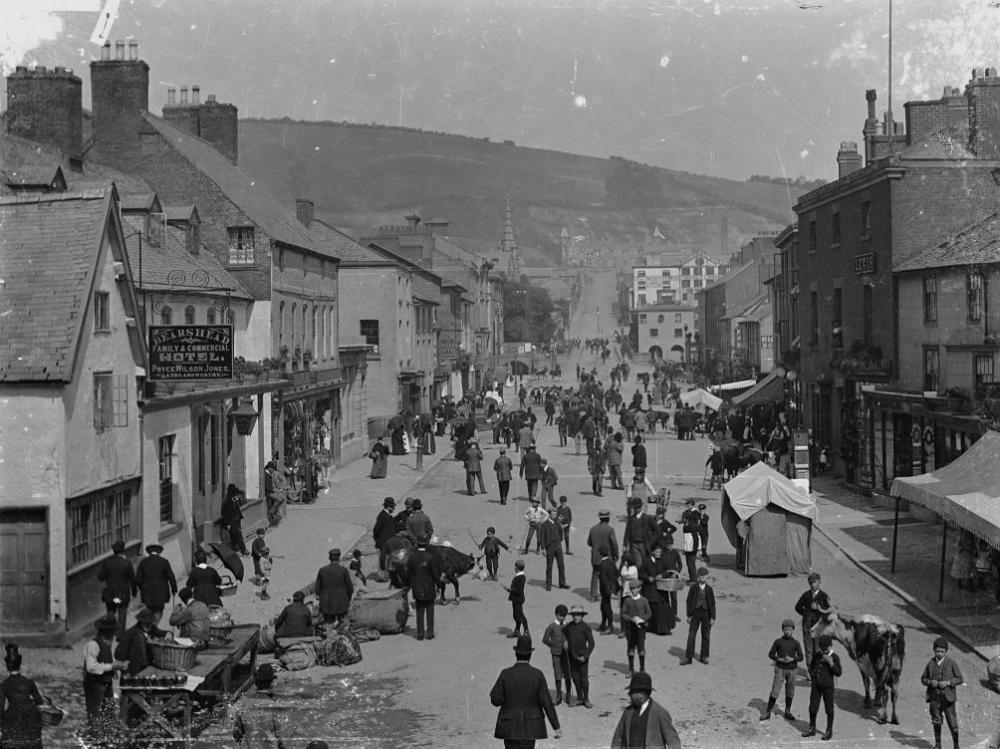
دهه ۱۸۹۰ میلادی
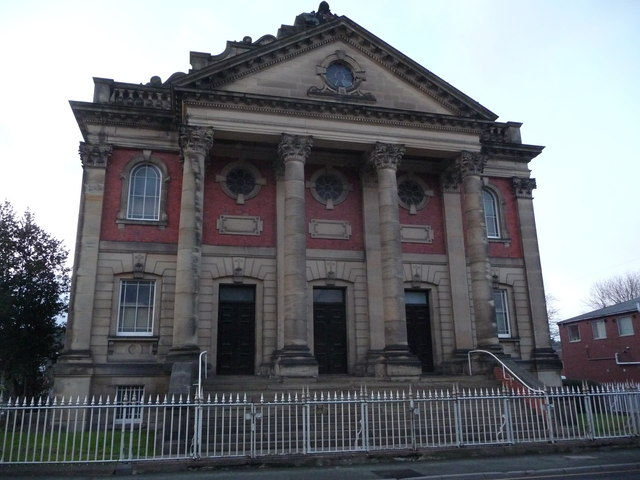